# Esteban Volkov
Pour les articles homonymes, voir Volkov.
Esteban Volkov, né Vsevolod Platonovitch Volkov (en russe : Всеволод Платонович Волков) le 7 mars 1926 à Yalta et mort le 16 juin 2023 à Mexico, au Mexique, est un chimiste mexicain. Il est le petit-fils du révolutionnaire russe Léon Trotski.

## Biographie
Vsevolod Platonovitch Volkov est le fils de la fille de Trotski, Zinaïda Volkova, et de Platon Ivanovitch Volkov. Après avoir obtenu la destitution et l'expulsion de son adversaire politique Trotski à la fin des années 1920, le dictateur soviétique Joseph Staline commence également à se venger de ses proches. Platon est exilé en Sibérie dès 1928, et après plusieurs arrestations, il est fusillé en 1936. En 1931, Zinaïda n'est autorisée à quitter l'Union soviétique qu'à la condition de laisser l'un de ses enfants – quasiment en otage. Elle décide d'emmener Vsevolod avec elle sur l'île turque de Prinkipo, chez Trotski. Alexandra, leur fille issue d'un premier mariage, vit ensuite brièvement avec son père, Zakhar Moglin, jusqu'à ce qu'il soit lui aussi arrêté (et plus tard abattu),.
Pour soigner ses problèmes psychiques, Zinaïda s'installe à Berlin, chez son demi-frère Léon Sedov. Les autorités soviétiques lui retirent sa citoyenneté et rendent impossible son retour en URSS. Désespérée et souffrant de tuberculose pulmonaire, elle se suicide en janvier 1933. Quelques semaines plus tard, les nazis instaurent leur dictature en Allemagne. Léon Sedov réussit à s'enfuir à temps à l'étranger. À la demande de Trotsky, les partisans de Wilhelm Reich accueillent Vsevolod à Vienne, où il fréquente une école Montessori. En 1935, la situation y devient également incertaine. Il s'installe donc à Paris chez Sedov.
En tant que fils et collaborateur de Trotsky, Léon Sedov est menacé à la fois par les nazis et les staliniens. Il meurt en février 1938 dans des circonstances mystérieuses, probablement empoisonné par ces derniers. La veuve de Sedov, Jeanne Martin des Pallières, garde d'abord Vsevolod chez elle, puis en août 1939, Alfred Rosmer l'emmène chez Trotsky et sa femme Natalia Sedova au Mexique. Ils vivent non loin de la maison de Frida Kahlo et de Diego Rivera, transformée en forteresse, à Coyoacán, au sud de Mexico.

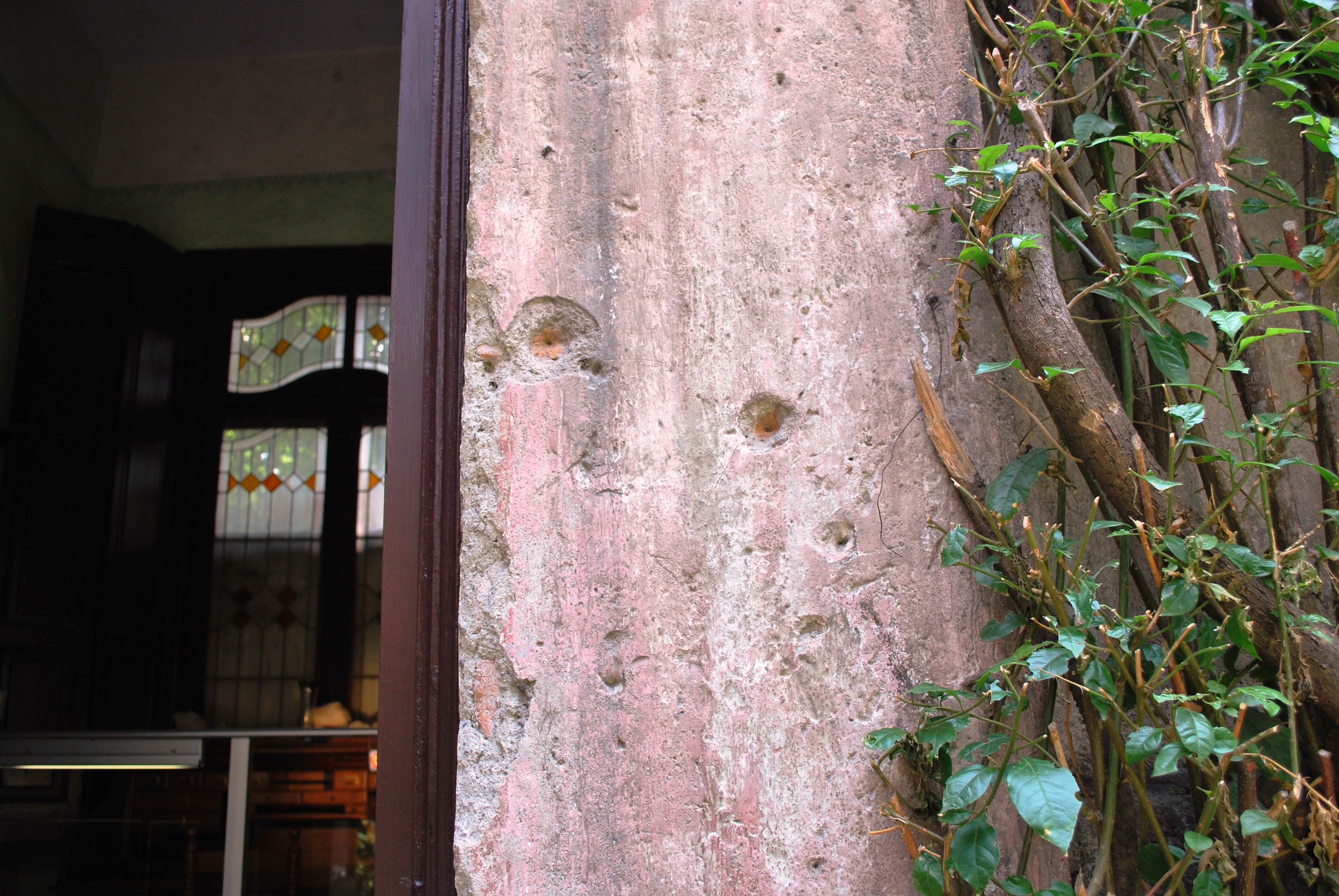
Les impacts de balles du 24 mai 1940 sur la maison de Trotsky à Mexico.

Le 24 mai 1940, un groupe d'agents staliniens, commandé par le célèbre peintre Alfaro Siqueiros, attaque la maison pour assassiner Trotsky. Esteban Volkov est légèrement blessé par des balles, tout comme son grand-père dans la pièce voisine, et ce dernier est blessé à la jambe. Cependant, trois mois plus tard, une autre tentative d'assassinat par Ramón Mercader réussit : Léon Trotski succombe à ses graves blessures à la tête le 21 août 1940. Vsevolod vit également dans la maison à ce moment-là.
Vsevolod continue à vivre dans cette maison jusque dans les années 70. Il oublie le russe ; au Mexique, il se fait appeler Esteban, ce qui ressemble à la forme abrégée Seva de son nom russe.
Esteban devient chimiste, se spécialisant dans la synthèse d'hormones dans l'industrie pharmaceutique mexicaine et apportant une contribution importante à la production industrielle de la pilule contraceptive. Parallèlement, il se consacre à la création du Museo Casa de León Trotsky, dont il est le conservateur à partir de sa retraite en 1989.
Fin 1988, il lui est permis de revoir sa demi-sœur en Union soviétique. Alexandra Moglina meurt en mars 1989, elle avait passé des années en prison et en exil avant d'être réhabilitée après la mort de Staline.

### Famille
Volkov est marié à la créatrice de mode Palmira Fernández, décédée en 1997. De cette union sont nées quatre filles : l'écrivaine Verónica Volkow, l'addictologue Nora Volkow, ainsi que les jumelles Natalia Volkow (directrice adjointe de l'Institut national de statistique et de géographie du Mexique) et Patricia Volkow (médecin et spécialiste du SIDA).

### Mort
Esteban Volkov meurt le soir du 16 juin 2023 dans la capitale mexicaine à l'âge de 97 ans,. Il était considéré au Mexique comme le dernier témoin encore en vie de l'assassinat de son grand-père, Léon Trotski.